# Lucio Veturio Crasso Cicurino
Lucio Veturio Crasso Cicurino (fl. IV secolo a.C.) è stato un politico e militare romano.

## Primo tribunato consolare
Nel 368 a.C. fu eletto tribuno consolare con Servio Sulpicio Pretestato, Lucio Papirio Crasso, Servio Cornelio Maluginense, Tito Quinzio Cincinnato Capitolino, Spurio Servilio Strutto.
Quando i tribuni della plebe Gaio Licinio Calvo Stolone e Lucio Sestio Laterano portarono le tribù a votare sulle proprie proposte di legge a favore dei plebei, nonostante il veto espresso dagli altri tribuni della plebe, controllati dai patrizi, il Senato nominò Marco Furio Camillo dittatore per la quarta volta, allo scopo di impedire la votazione delle leggi proposte da Licinio e Sestio.
(Tito Livio, Ab Urbe condita, VI, 4, 38.)

## Secondo tribunato consolare
Nel 367 a.C. fu eletto tribuno consolare con Marco Geganio Macerino, Aulo Cornelio Cosso, Marco Cornelio Maluginense, Publio Manlio Capitolino e Publio Valerio Potito Publicola.
Alla notizia dell'avvicinarsi dei Galli, Marco Furio Camillo fu nominato dittatore per la quinta volta.